# ميللى خان
ميللى خان (بالإنجليزية: Millie Khan) هي لاعبة بولينغ نيوزيلندية، ولدت في 29 يوليو 1938، وتوفيت في 24 نوفمبر 2003.